# الکساندایر
الکساندایر (به انگلیسی: Alexandair) یک شرکت هواپیمایی است.
دفتر مرکزی الکساندایر در آتن، یونان واقع شده‌است و قطب این شرکت هواپیمایی در فرودگاه بین‌المللی هراکلین قرار دارد.